# إدوارد دافنبورت
إدوارد دافنبورت (بالإنجليزية: Edward Davenport) هو شخصية أعمال بريطاني، ولد في 11 يوليو 1966 في لندن في المملكة المتحدة.